# The Penguins
The Penguins (« Les Manchots ») est un groupe américain de doo-wop des années 1950 et au début des années 1960.

Le disque Earth Angel de 1954.

Formés en 1954 à Los Angeles, ils sont surtout connus pour leur titre Earth Angel (1954).